# 河南人民出版社
河南人民出版社是位于中国河南省郑州市的出版社，是以出版哲学、社会科学类图书为主的综合性出版社，成立于1949年5月10日。由河南省新闻出版局主管、主办，累计出版图书18000余种，主办《作文指导报》，多次荣获“五个一工程”优秀图书奖、国家图书奖、中国图书奖、全国优秀畅销书奖，2000年被评为全国良好出版社。